# Tarim
Tarim (ujgursky تارىم دەرياسى‎, transliterováno Tarim däryasi, čínsky pchin-jinem 'Tǎlǐmù hé', znaky 塔里木河) je řeka na západě ČLR v Sin-ťiangu, jedna z nejdůležitějších řek v této autonomní oblasti a nejdelší vnitrozemská řeka ve Střední Asii. Je 2030 km dlouhá od pramenů delší zdrojnice Jarkend. Povodí, které zahrnuje i povodí jezer Lobnor a Karakošun, má rozlohu 951 500 km².

## Průběh toku
Jménem Tarim je řeka pojmenovaná pod soutokem řek Jarkend, Chotan a Aksu, přičemž za pramenný tok je považovaná první jmenovaná s horním tokem Raskemdarjou, jež pramení v pohoří Karákóram. Nejvodnější zdrojnicí je však Aksu (70-80%), když druhé dvě zdrojnice v některých letech vysychají. Pod soutokem zdrojnic teče převážně po severním okraji Kašgarské roviny a obtéká ze severu poušť Taklamakan. Na středním a dolním toku se řeka rozděluje na mnohá ramena a průtoky, čímž vytváří neuspořádaný labyrint mělkých koryt a jezer široký až 80 km. V tomto úseku se má charakter mělké, nesplavné pouštní řeky s proměnlivým průběhem hlavního koryta. Na dolním toku se tok Tarimu přibližuje k řece Končedarja a obě řeky jsou propojeny průtoky s občasným tokem. V letech, kdy převážné množství vody směřuje do řeky Končedarja, naplňuje se jezero Lobnor. Naopak v letech, kdy převážné množství vody směřuje do řeky Tarim, naplňuje se jezero Karakošun a Lobnor se naopak značně zmenšuje nebo vysychá. Jiné z ramen uhýbá k jihu a mizí někde za přehradou Daxihaizi Shuiku. V některých letech řeka končí ve slanisku východně od jezera Karakošun. Většinu povodí ve skutečnosti vyplňují písečné duny pouště Taklamakan. Těsně u řeky se drží odolná keřovitá vegetace a řídký les topolů s podrostem vrb, rakytníku řešetlákového, toještě konopného a lékořice uralské.

### Přítoky
V minulosti do Tarimu ústily řeky Kašgar, Tiznaf a Kerija, jejichž vody se od poloviny 20. století v plném rozsahu využívají na zavlažování popř. se ztrácejí v poušti.

## Vodní režim
Zdrojem vody jsou sněhové a dešťové srážky a na horním toku zdrojnic také ledovce. Nejméně vody má od října do dubna, nejvíce pak od května do září, kdy taje sníh v Ťan-šanu a Kchun-lunu. Od prosince do března bývá řeka zamrzlá. Maximální průtok vody na středním toku u Aralu dosahuje přibližně 2500 m³/s. Objem celkového odtoku činí pod horami přibližně 29 km³ a na dolním toku 4 až 8 km³. Srážky v Tarimské pánvi dosahují pouhých 50 až 100 mm ročně.

## Využití
Řeka je bohatá na ryby (marinka, osman, siven) a její údolí je častou zastávkou stěhovavých ptáků a na dolním toku v rákosových porostech se nacházejí i jejich hnízdiště. Údolí je řídce osídlené, obyvatelé se živí zemědělstvím v oázách (především Jarkandská, Kašgarská, Aksujská), kde využívají na zavlažování vodu z řeky a jejich přítoků.